# تشاينا (لاعب كرة قدم مواليد 1948)
تشاينا هو لاعب كرة قدم برازيلي في مركز الهجوم، ولد في 3 أكتوبر 1948 في ساو باولو في البرازيل. لعب مع نادي بالميراس.

## وصلات خارجية
- تشاينا (لاعب كرة قدم مواليد 1948) على موقع أوليمبيديا (الإنجليزية)